# George P. Cosmatos
George Pan Cosmatos (Florencia, Italia; 4 de enero de 1941 - Victoria, Canadá; 19 de abril de 2005) fue un director de cine y guionista greco-italiano.

## Carrera artística
Después de estudiar cine en Londres, Cosmatos fue contratado como el asistente de dirección de Otto Preminger para el rodaje de Éxodo (1960), película escrita por Leon Uris (también autor de la novela en que se basa la película) sobre la fundación del estado de Israel. Después trabajó en la película Zorba, el griego (1964), en la que Cosmatos tuvo un pequeño papel como un muchacho con acné. Cosmatos nació en Florencia, Italia, proveniente de una familia griega y creció en Egipto y Chipre y se dice que hablaba seis idiomas. Era famoso en Italia por las películas Muerte en Roma (Rappresaglia, 1973), con Marcello Mastroianni, y El puente de Casandra (The Cassandra Crossing, 1976), con Sophia Loren. En 1979 se estrenó su célebre y exitosa película de aventuras de la Segunda Guerra Mundial Evasión en Atenea (Escape to Athena), protagonizada por un elenco de grandes estrellas incluyendo a Roger Moore, David Niven, Telly Savalas, Elliot Gould y Claudia Cardinale. Cosmatos fue nominado para un premio Golden Raspberry 1985 por su papel como director de Rambo: First Blood Part II, protagonizada por Sylvester Stallone. También dirigió otra película con Stallone en el papel principal, Cobra, estrenada en 1986.
Al final de su carrera, Cosmatos recibió una crítica elogiosa por Tombstone, un wéstern de 1993 sobre los personajes históricos Doc Holliday y Wyatt Earp. Esta película fue elogiada en particular por la valiosa actuación de Val Kilmer en el papel de Doc Holliday.

## Muerte
George P. Cosmatos murió de cáncer de pulmón el 19 de abril de 2005 a la edad de 64 años.

## Filmografía
- The Beloved (1970)
- Rappresaglia (Muerte en Roma) (1973)
- El puente de Casandra (1976)
- Evasión en Atenea (1979)
- Of Unknown Origin (1983)
- Rambo: First Blood Part II (1985)
- Cobra (1986)
- Leviatán (1989)
- Tombstone (1993)
- Shadow Conspiracy (1997)